# Cafe Noevir CHAGE&ASKA What's Hot!
『Cafe Noevir CHAGE&ASKA What's Hot!』（カフェ・ノエビア・チャゲアンドアスカ・ワッツ・ホット）は、TOKYO FMをキーステーションに毎週土曜日にJFN系列で放送されていたラジオ番組である。パーソナリティはCHAGE and ASKA。スポンサーはノエビア。
これまでにCHAGEが一人でラジオレギュラー番組を持っていた事は何度もあったが、CHAGEとASKAが二人でパーソナリティを務めたのは、1984年10月～1985年3月に『スーパーギャング火曜日』（TBSラジオ）を担当して以来16年ぶり（特番等を除く）。また、CHAGE and ASKA単独の冠番組としてはデビュー以来初。

## ネット局・放送時間
- TOKYO FM 20:00 - 20:55
- AIR-G' 20:00 - 20:55
- Date fm 21:00 - 21:55
- FM AICHI 20:00 - 20:55
- K-MIX 20:00 - 20:55
- fm osaka 20:00 - 20:55
- HFM 20:00 - 20:55
- fm fukuoka 20:00 - 20:55

## ゲスト
- 第1回（2001年10月6日） なし
- 第2回（2001年10月13日） 清貴
- 第3回（2001年10月20日） 石井竜也
- 第4回（2001年10月27日） 小室哲哉
- 第5回（2001年11月3日） 根本要（スターダストレビュー）
- 第6回（2001年11月10日） ハービー山口
- 第7回（2001年11月17日） 和泉元彌
- 第8回（2001年11月24日） コブクロ
- 第9回（2001年12月1日） 香山リカ
- 第10回（2001年12月8日） やの雪
- 第11回（2001年12月15日） 桑山哲也
- 第12回（2001年12月22日） Dr.コパ
- 第13回（2001年12月29日） 神田英
- 第14回（2002年1月5日） チョン・シニ
- 第15回（2002年1月12日） 綺羅ソフィア
- 第16回（2002年1月19日） 八木沼純子
- 第17回（2002年1月26日） 鈴木雅之
- 第18回（2002年2月2日） イッセー尾形
- 第19回（2002年2月9日） 伍芳
- 第20回（2002年2月16日） 小田和正
- 第21回（2002年2月23日） 前田亘輝（TUBE）
- 第22回（2002年3月2日） 阿川佐和子
- 第23回（2002年3月9日） 林あまり
- 第24回（2002年3月16日） 倖田來未
- 第25回（2002年3月23日） BEGIN
- 第26回（2002年3月30日） 松任谷由実